# Składy drużyn olimpijskich w piłce siatkowej kobiet 2012
Artykuł grupuje składy wszystkich reprezentacji narodowych w piłce siatkowej, które wystąpiły w Igrzyskach Olimpijskich 201 odbywających się w Londynie
- Przynależność klubowa i wiek na: lipiec 2012
- Zawodniczki oznaczone literą K to kapitanowie reprezentacji.
- Legenda:
Nr – numer zawodniczki
A – atakująca
L – libero
P – przyjmująca
R – rozgrywająca
Ś – środkowa

## Algieria
Trener: Jerzy Strumiło
Asystent: Aimed Eddine Saidani
| Nr | Imię i nazwisko     | Data urodzenia (wiek) | Wzrost (cm) | Klub                              | Pozycja |
| -- | ------------------- | --------------------- | ----------- | --------------------------------- | ------- |
| 1  | Sérine Hanaoui      | 10.01.1988 (24)       | 172         | Hainaut Volley                    | R       |
| 2  | Dallal Merwa Achour | 03.11.1994 (17)       | 183         | ESF Mouzaia                       | P       |
| 3  | Salima Hammouche    | 17.01.1984 (28)       | 158         | GS Pétroliers                     | L       |
| 5  | Amel Khamtache      | 04.05.1981 (31)       | 181         | GS Pétroliers                     | P       |
| 8  | Zohra Bensalem      | 05.04.1990 (22)       | 178         | GS Pétroliers                     | A       |
| 9  | Sarra Belhocine     | 16.09.1994 (17)       | 176         | GS Pétroliers                     | R       |
| 11 | Mouni Abderrahim    | 19.11.1985 (26)       | 171         | ASW Bejaia                        | Ś       |
| 12 | Safia Boukhima      | 10.01.1991 (21)       | 176         | GS Pétroliers                     | P       |
| 13 | Nawal Mansouri      | 01.08.1985 (26)       | 174         | GS Pétroliers                     | L       |
| 17 | Lydia Oulmou (K)    | 02.02.1986 (26)       | 186         | Istres Ouest Provence Volley-Ball | Ś       |
| 18 | Tassadit Aïssou     | 19.06.1989 (23)       | 184         | Nedjmet Chlef                     | Ś       |
| 19 | Celia Bourihane     | 22.01.1995 (17)       | 177         | NC Bejaia                         | P       |

## Brazylia
Trener: Zé Roberto
Asystent: Paulo Barros Junior
| Nr | Imię i nazwisko            | Data urodzenia (wiek) | Wzrost (cm) | Klub           | Pozycja |
| -- | -------------------------- | --------------------- | ----------- | -------------- | ------- |
| 1  | Fabiana Claudino (K)       | 24.01.1985 (27)       | 193         | SESI/SP        | Ś       |
| 3  | Danielle Lins              | 05.01.1985 (27)       | 183         | SESI/SP        | R       |
| 4  | Paula Pequeno              | 22.01.1982 (30)       | 184         | Fenerbahçe SK  | P       |
| 5  | Adenizia Ferreira da Silva | 18.12.1986 (25)       | 185         | Sollys/Osasco  | Ś       |
| 6  | Thaísa Menezes             | 05.05.1987 (25)       | 196         | Sollys/Osasco  | Ś       |
| 8  | Jaqueline                  | 31.12.1983 (28)       | 186         | Sollys/Osasco  | P       |
| 9  | Fernanda Ferreira          | 10.01.1980 32)        | 175         | İqtisadçı Baku | R       |
| 11 | Tandara Caixeta            | 30.12.1988 (23)       | 184         | Sollys/Osasco  | A       |
| 12 | Natália Pereira            | 04.04.1989 (23)       | 183         | Unilever       | P       |
| 13 | Sheilla                    | 01.07.1983 (29)       | 185         | Sollys/Osasco  | A       |
| 14 | Fabí                       | 07.03.1980 (32)       | 169         | Unilever       | L       |
| 16 | Fernanda Garay Rodrigues   | 10.05.1986 (26)       | 179         | Vôlei Futuro   | P       |

## Chiny
Trener: Yu Juemin
Asystent: Lai Yawen
| Nr | Imię i nazwisko | Data urodzenia (wiek) | Wzrost (cm) | Klub                                    | Pozycja |
| -- | --------------- | --------------------- | ----------- | --------------------------------------- | ------- |
| 1  | Wang Yimei      | 11.01.1988 (24)       | 190         | Liaoning Brilliance Auto                | P       |
| 2  | Mi Yang         | 24.01.1989 (23)       | 180         | Tianjin Bridgestone                     | R       |
| 4  | Hui Ruoqi       | 04.03.1991 (21)       | 189         | Jiangsu ECE Volleyball                  | P       |
| 6  | Chu Jinling     | 29.07.1984 (28)       | 190         | Liaoning Brilliance Auto                | P       |
| 7  | Zhang Xian      | 16.03.1985 (27)       | 167         | Liaoning Brilliance Auto                | L       |
| 8  | Wei Qiuyue (K)  | 26.09.1988 (23)       | 182         | Tianjin Bridgestone                     | R       |
| 9  | Yang Junjing    | 15.05.1989 (23)       | 190         | Bayi (Army) Keming Surface Industry     | Ś       |
| 10 | Shan Danna      | 08.10.1991 (20)       | 168         | Zhejiang New Century Tourism Volleyball | L       |
| 11 | Xu Yunli        | 02.08.1987 (24)       | 196         | Fujian Xi Meng Bao                      | Ś       |
| 12 | Zeng Chunlei    | 03.11.1989 (22)       | 186         | Beijing BAW                             | A       |
| 15 | Ma Yunwen       | 19.10.1986 (25)       | 189         | Shanghai Dunlop                         | Ś       |
| 17 | Zhang Lei       | 11.01.1985 (27)       | 181         | Shanghai Dunlop                         | A       |

## Dominikana
Trener: Marcos Kwiek
Asystent: Wagner Pacheco
| Nr | Imię i nazwisko     | Data urodzenia (wiek) | Wzrost (cm) | Klub                                               | Pozycja |
| -- | ------------------- | --------------------- | ----------- | -------------------------------------------------- | ------- |
| 1  | Annerys Vargas      | 07.08.1981 (30)       | 196         | Criollas de Caguas                                 | Ś       |
| 3  | Lisvel Eve-Castillo | 10.09.1991 (20)       | 194         | Criollas de Caguas                                 | Ś       |
| 5  | Brenda Castillo     | 05.06.1992 (20)       | 167         | San Cristóbal                                      | L       |
| 7  | Niverka Marte       | 19.10.1990 (21)       | 178         | Deportivo Nacional                                 | R       |
| 8  | Cándida Arias       | 11.03.1992 (20)       | 194         | Club Deportivo Universidad de San Martín de Porres | Ś       |
| 9  | Sidarka Núñez       | 25.06.1984 (28)       | 185         | Malanga Manoguayabo                                | A       |
| 10 | Milagros Cabral (K) | 17.10.1978 (33)       | 182         | Los Cachorros                                      | P       |
| 12 | Karla Echenique     | 16.05.1986 (26)       | 180         | Deportivo Nacional                                 | R       |
| 13 | Cindy Rondón        | 12.11.1987 (24)       | 186         | Mirador                                            | Ś       |
| 14 | Prisilla Rivera     | 29.12.1984 (27)       | 186         | İqtisadçı Baku                                     | A       |
| 17 | Gina Mambrú         | 21.01.1986 (26)       | 182         | Distrito Nacional                                  | A       |
| 18 | Bethania de la Cruz | 13.05.1987 (25)       | 188         | Denso Airybees                                     | P       |

## Japonia
Trener: Masayoshi Manabe
Asystent: Gen Kawakita
| Nr | Imię i nazwisko  | Data urodzenia (wiek) | Wzrost (cm) | Klub              | Pozycja |
| -- | ---------------- | --------------------- | ----------- | ----------------- | ------- |
| 2  | Hitomi Nakamichi | 18.09.1985 (26)       | 159         | Toray Arrows      | R       |
| 3  | Yoshie Takeshita | 18.03.1978 (34)       | 159         | JT Marvelous      | R       |
| 4  | Mai Yamaguchi    | 03.07.1983 (29)       | 176         | Okayama Seagulls  | P       |
| 5  | Erika Araki (K)  | 03.08.1984 (27)       | 186         | Toray Arrows      | Ś       |
| 7  | Kaori Inoue      | 21.10.1982 (29)       | 182         | Denso Airybees    | Ś       |
| 8  | Maiko Kanō       | 15.07.1988 (24)       | 185         | Beşiktaş JK       | A       |
| 10 | Yūko Sano        | 26.07.1979 (33)       | 159         | İqtisadçı Baku    | L       |
| 11 | Ai Ōtomo         | 24.03.1982 (30)       | 184         | JT Marvelous      | Ś       |
| 12 | Risa Shinnabe    | 11.07.1990 (22)       | 173         | Hisamitsu Springs | P       |
| 14 | Saori Sakoda     | 18.12.1987 (24)       | 175         | Toray Arrows      | P       |
| 16 | Yukiko Ebata     | 07.11.1989 (22)       | 176         | Hitachi Rivale    | P       |
| 18 | Saori Kimura     | 19.08.1986 (25)       | 185         | Toray Arrows      | P       |

## Korea Południowa
Trener: Kim Hyung-sil
Asystent: Hong Sung-jin
| Nr | Imię i nazwisko | Data urodzenia (wiek) | Wzrost (cm) | Klub                        | Pozycja |
| -- | --------------- | --------------------- | ----------- | --------------------------- | ------- |
| 3  | Ha Joon-eem     | 26.12.1989 (22)       | 189         | Korea Highway Corp.         | Ś       |
| 4  | Kim Sa-nee      | 21.06.1981 (31)       | 180         | Heungkuk Life Insurance Co. | R       |
| 5  | Kim Hae-ran     | 16.03.1984 (28)       | 168         | Korea Highway Corp.         | L       |
| 7  | Lim Hyo-sook    | 26.04.1982 (30)       | 177         | Korea Highway Corp.         | P       |
| 10 | Kim Yeon-koung  | 26.02.1988 (24)       | 192         | Fenerbahçe SK               | P       |
| 11 | Han Yoo-mi      | 05.02.1982 (30)       | 180         | Korea Ginseng Corp.         | P       |
| 12 | Han Song-yi     | 05.09.1984 (30)       | 186         | GS Caltex Seoul KIXX        | A       |
| 13 | Jung Dae-young  | 12.08.1981 (30)       | 183         | GS Caltex Seoul KIXX        | Ś       |
| 14 | Hwang Youn-joo  | 13.08.1986 (25)       | 177         | Hyundai Suwon               | A       |
| 17 | Yang Hyo-jin    | 14.12.1989 (22)       | 190         | Hyundai Suwon               | Ś       |
| 19 | Kim Hee-jin     | 29.04.1991 (21)       | 185         | Hwaseong IBK Altos          | A       |
| 20 | Lee Sook-ja (K) | 17.06.1980 (32)       | 185         | GS Caltex Seoul KIXX        | R       |

## Rosja
Trener: Siergiej Owczinnikow
Asystent: Igor Kurnosow
| Nr | Imię i nazwisko       | Data urodzenia (wiek) | Wzrost (cm) | Klub                    | Pozycja |
| -- | --------------------- | --------------------- | ----------- | ----------------------- | ------- |
| 1  | Marija Borisienko (K) | 08.03.1986 (26)       | 190         | Dinamo Kazań            | Ś       |
| 3  | Marija Pieriepiołkina | 09.03.1984 (28)       | 187         | Dinamo Moskwa           | Ś       |
| 4  | Jewgienija Estes      | 17.07.1975 (37)       | 191         | Urałoczka Jekaterynburg | P       |
| 5  | Lubow Szaszkowa       | 04.12.1977 (34)       | 190         | Fenerbahçe SK           | P       |
| 6  | Anna Matijenko        | 12.07.1981 (31)       | 182         | Dinamo Moskwa           | R       |
| 7  | Swietłana Kriuczkowa  | 21.02.1985 (27)       | 174         | Dinamo Krasnodar        | L       |
| 8  | Natalja Obmoczajewa   | 01.06.1989 (23)       | 196         | Dinamo Moskwa           | P       |
| 11 | Jekatierina Gamowa    | 17.10.1980 (31)       | 202         | Dinamo Kazań            | A       |
| 13 | Jewgienija Starcewa   | 12.02.1989 (23)       | 185         | Dinamo Kazań            | R       |
| 14 | Jekatierina Ułanowa   | 05.08.1986 (25)       | 173         | Dinamo Kazań            | L       |
| 15 | Tatjana Koszelewa     | 23.12.1988 (23)       | 191         | Dinamo Kazań            | P       |
| 16 | Julija Mierkułowa     | 17.02.1984 (28)       | 202         | Dinamo Krasnodar        | Ś       |

## Serbia
Trener: Zoran Terzić
Asystent: Branko Kovačević
| Nr | Imię i nazwisko          | Data urodzenia (wiek) | Wzrost (cm) | Klub                             | Pozycja |
| -- | ------------------------ | --------------------- | ----------- | -------------------------------- | ------- |
| 2  | Jovana Brakočević        | 01.10.1988 (26)       | 196         | Vakıfbank Güneş Sigorta Stambuł  | A       |
| 3  | Ivana Đerisilo-Stanković | 08.08.1983 (28)       | 185         | Robur Tiboni Volley Urbino       | A/P     |
| 4  | Bojana Živković          | 29.03.1988 (24)       | 185         | Omiczka Omsk                     | R       |
| 5  | Nataša Krsmanović        | 19.06.1985 (27)       | 188         | Rabitə Baku                      | Ś       |
| 7  | Brankica Mihajlović      | 13.04.1991 (21)       | 189         | RC Cannes                        | P       |
| 9  | Jovana Vesović           | 21.06.1987 (25)       | 182         | Siewierstal Czerepowiec          | P       |
| 10 | Maja Ognjenović (K)      | 06.08.1984 (27)       | 183         | Universal Volley Femminile Carpi | R       |
| 11 | Stefana Veljković        | 09.01.1990 (22)       | 190         | Asystel MC Carnaghi              | Ś       |
| 16 | Milena Rašić             | 15.10.1990 (21)       | 193         | Rabitə Baku                      | Ś       |
| 18 | Suzana Ćebić             | 09.11.1984 (27)       | 167         | Rabitə Baku                      | L       |
| 19 | Sanja Starović           | 25.03.1983 (29)       | 195         | Rabitə Baku                      | A       |
| 20 | Jelena Blagojević        | 01.12.1988 (23)       | 181         | Volley Bergamo                   | P       |

## Stany Zjednoczone
Trener: Hugh McCutcheon
Asystent: Karch Kiraly
| Nr | Imię i nazwisko       | Data urodzenia (wiek) | Wzrost (cm) | Klub                             | Pozycja |
| -- | --------------------- | --------------------- | ----------- | -------------------------------- | ------- |
| 2  | Danielle Scott-Arruda | 01.10.1972 (39)       | 188         | Desportiva e Cultural Metodista  | Ś       |
| 3  | Tayyiba Haneef-Park   | 23.03.1979 (33)       | 200         | İqtisadçı Baku                   | A       |
| 4  | Lindsey Berg (K)      | 16.08.1980 (31)       | 173         | Asystel MC Carnaghi              | R       |
| 5  | Tamari Miyashiro      | 08.07.1987 (24)       | 170         | BKS Aluprof Bielsko-Biała        | L       |
| 6  | Nicole Davis          | 24.04.1982 (30)       | 167         | River Volley Piacenza            | L       |
| 11 | Jordan Larson         | 16.10.1986 (25)       | 188         | Dinamo Kazań                     | P       |
| 13 | Christa Harmotto      | 12.10.1986 (25)       | 188         | Universal Volley Femminile Carpi | Ś       |
| 15 | Logan Tom             | 25.05.1981 (31)       | 186         | Fenerbahçe SK                    | P       |
| 16 | Foluke Akinradewo     | 05.10.1987 (25)       | 191         | Rabitə Baku                      | Ś       |
| 17 | Courtney Thompson     | 04.11.1984 (27)       | 170         | Budowlani Łódź                   | R       |
| 18 | Megan Hodge           | 15.10.1988 (23)       | 191         | Azərreyl Baku                    | P       |
| 19 | Destinee Hooker       | 07.09.1987 (24)       | 193         | Dinamo Krasnodar                 | A       |

## Turcja
Trener: Marco Aurelio Motta
Asystent: Alper Erdoğuş
| Nr | Imię i nazwisko     | Data urodzenia (wiek) | Wzrost (cm) | Klub                            | Pozycja |
| -- | ------------------- | --------------------- | ----------- | ------------------------------- | ------- |
| 2  | Gülden Kuzubaşıoğlu | 05.12.1980 (31)       | 167         | Eczacıbaşı Stambuł              | L       |
| 3  | Gizem Güreşen       | 14.01.1987 (25)       | 178         | Vakıfbank Güneş Sigorta Stambuł | L       |
| 6  | Polen Uslupehlivan  | 27.08.1990 (21)       | 193         | Vakıfbank Güneş Sigorta Stambuł | A       |
| 8  | Bahar Toksoy        | 06.02.1988 (24)       | 188         | Vakıfbank Güneş Sigorta Stambuł | Ś       |
| 9  | Özge Çemberci       | 26.06.1985 (27)       | 182         | Eczacıbaşı Stambuł              | R       |
| 10 | Gözde Sonsirma      | 26.06.1985 (27)       | 183         | Vakıfbank Güneş Sigorta Stambuł | P       |
| 11 | Naz Aydemir         | 14.08.1990 (21)       | 186         | Vakıfbank Güneş Sigorta Stambuł | R       |
| 12 | Esra Gümüş (K)      | 02.10.1982 (29)       | 181         | Eczacıbaşı Stambuł              | P       |
| 13 | Neriman Özsoy       | 07.07.1988 (24)       | 188         | Galatasaray SK                  | P       |
| 14 | Eda Dündar          | 22.05.1987 (25)       | 187         | Fenerbahçe SK                   | Ś       |
| 17 | Neslihan Darnel     | 09.12.1983 (28)       | 187         | Eczacıbaşı Stambuł              | A       |
| 20 | Büşra Cansu         | 16.07.1990 (22)       | 185         | Eczacıbaşı Stambuł              | Ś       |

## Wielka Brytania
Trener: Audrey Cooper
Asystent: Ian Goswell
| Nr | Imię i nazwisko   | Data urodzenia (wiek) | Wzrost (cm) | Klub                             | Pozycja |
| -- | ----------------- | --------------------- | ----------- | -------------------------------- | ------- |
| 1  | Savanah Leaf      | 24.11.1993 (18)       | 183         | University of Miami              | P       |
| 2  | Lucy Wicks        | 20.03.1980 (32)       | 173         | Alemannia Aachen                 | R       |
| 4  | Rachel Laybourne  | 19.05.1982 (30)       | 178         | Mosir/Sokół Silesia Volley       | A       |
| 6  | Jennifer Taylor   | 16.08.1980 (31)       | 179         | TFM/DOK Dwingeloo                | R       |
| 7  | Maria Bertelli    | 10.06.1977 (35)       | 171         | Volley Köniz                     | L       |
| 8  | Rachel Bragg      | 11.12.1984 (28)       | 185         | TV Fischbek Hamburg              | P       |
| 9  | Joanne Morgan     | 07.10.1983 (29)       | 168         | TFM/DOK Dwingeloo                | R       |
| 10 | Lynne Beattie (K) | 25.05.1981 (31)       | 182         | Club Voleibol Las Palmas         | P       |
| 12 | Elizabeth Reid    | 21.08.1989 (22)       | 180         | University of Georgia            | Ś       |
| 17 | Janine Sandell    | 15.10.1988 (23)       | 180         | Valeriano Alles Menorca          | P       |
| 18 | Grace Carter      | 10.08.1987 (24)       | 183         | Terville Florange Olympique Club | Ś       |
| 19 | Ciara Michel      | 02.07.1985 (27)       | 196         | Alemannia Aachen                 | Ś       |

## Włochy
Trener: Massimo Barbolini
Asystent: Marco Bracci
| Nr | Imię i nazwisko        | Data urodzenia (wiek) | Wzrost (cm) | Klub                             | Pozycja |
| -- | ---------------------- | --------------------- | ----------- | -------------------------------- | ------- |
| 3  | Paola Croce            | 06.03.1978 (34)       | 167         | Universal Volley Femminile Carpi | L       |
| 5  | Giulia Rondon          | 16.10.1987 (24)       | 189         | Crema Volley                     | R       |
| 8  | Jenny Barazza          | 24.07.1981 (31)       | 188         | Universal Volley Femminile Carpi | Ś       |
| 9  | Caterina Bosetti       | 02.02.1994 (18)       | 179         | Asystel MC Carnaghi              | A       |
| 10 | Paola Cardullo         | 16.03.1982 (30)       | 159         | Asystel MC Carnaghi              | L       |
| 12 | Francesca Piccinini    | 10.01.1979 (33)       | 184         | Chieri Volley                    | P       |
| 13 | Valentina Arrighetti   | 26.01.1985 (27)       | 189         | Futura Volley Busto Arsizio      | Ś       |
| 14 | Eleonora Lo Bianco (K) | 22.12.1979 (32)       | 171         | Galatasaray SK                   | R       |
| 15 | Antonella Del Core     | 05.11.1980 (31)       | 180         | Zarieczje Odincowo               | P       |
| 16 | Lucia Bosetti          | 09.07.1989 (23)       | 175         | River Volley Piacenza            | P       |
| 17 | Simona Gioli           | 17.09.1977 (34)       | 185         | Galatasaray SK                   | Ś       |
| 18 | Carolina Costagrande   | 15.10.1980 (31)       | 188         | Evergrande Volleyball            | A       |